# Escut de Seròs
L'escut oficial de Seròs té el següent blasonament:
Escut caironat truncat i semipartit: 1r. d'atzur, un àngel contornat vestit de guerrer romà amb casc amb plomall, escut rodó, cuirassa i gambera, brandant una espasa, sobre una cavall sallent guarnit d'argent; 2n. de gules, 8 besants d'or posats en 2 pals (2.2. i 2); 3r. d'or, 4 pals de gules. Per timbre una corona mural de vila.

## Història
Va ser aprovat el 27 de desembre de 1983 i publicat al DOGC el 24 de febrer de l'any següent amb el número 410.
L'àngel vestit de cavaller romà és el senyal tradicional de l'escut de la vila; és la representació del Sant Àngel, patró de la localitat, que recorda l'època en què la població va sofrir una plaga i va arribar l'àngel per tallar de soca-rel l'epidèmia amb la seva espasa. Els besants d'or sobre camper de gules són les armes dels Montcada, marquesos d'Aitona i senyors de la vila. Seròs fou conquerit als àrabs el 1149 pel comte rei Ramon Berenguer III, i això és simbolitzat per les armes reials de Catalunya (els quatre pals); la vila va pertànyer a la Corona fins al 1212, quan fou concedida als Montcada.